# Rödmunnad smörbult
Rödmunnad smörbult (Gobius cruentatus) är en bottenlevande fisk i familjen smörbultar som finns i Nordatlanten och Medelhavet.

## Utseende
Den rödmunnade smörbulten är en förhållandevis stor smörbult som har en brunaktig kropp med ljusare och mörkare fläckar. Kinderna och läpparna har klarröda markeringar. På huvudet finns också rader av svarta, vårtliknande känselorgan.  Längden kan nå upp till 18 cm.

## Vanor
Arten är en bottenfisk som uppehåller sig på kustnära, relativt grunt vatten på mellan 15 och 40 meters djup. Den föredrar klipp- och sandbottnar, gärna med växtlighet. Speciellt i Medelhavet är det vanligt att den uppehåller sig bland bandtång. 

## Utbredning
Den rödmunnade smörbulten finns från sydvästra Irland via Medelhavet till Marocko och Senegal. Den är tämligen sällsynt i norra delen av sitt utbredningsområde.

## Kommersiellt utnyttjande
Det förekommer att arten används i saltvattenakvarier.